# 凯蒂·文森特
凯蒂·文森特（英語：Katie Vincent，1996年3月12日—），加拿大女子皮划艇运动员。她曾代表加拿大参加2020年夏季奥林匹克运动会皮划艇比赛，获得女子双人划艇500米铜牌。